# スポンジ・ボブ/スクエアパンツ ザ・ムービー
『スポンジ・ボブ/スクエアパンツ ザ・ムービー』（原題：The SpongeBob SquarePants Movie）は、2004年のアメリカ合衆国のアニメーション映画で『スポンジ・ボブ』の映画版。日本での劇場公開時の邦題は『スポンジ・ボブ/スクエアパンツ』。

## 概要
この映画によりスポンジ・ボブは初めてフルHDで制作された（テレビ本編は「スポンジ・ボブの真実」で初めてフルHDになり、シーズン9以降の製作回で全ての回でHDに統一されている）。
この映画そのものはニコロデオンの長編劇場版で初めて2Dアニメーションに採用されたフルHDデジタルフォーマット(1080p)であるが、実写パートは全てフィルム撮影であり、DCPではない。
実写パートの一部は本編とは無関係である海賊のコスチュームを着た実写人物が映画館に向かうシーンが序盤とポストクレジットシーンなどに存在。

## あらすじ
今日はスポンジ・ボブが働くレストラン「カニカーニ」の2号店が開店する日。スポンジ・ボブは2号店の新店長になれると舞い上がっていたが、店長のカーニが選んだのはイカルドだった。店長に選ばれない理由をカーニから「まだ子供だから」と言われたことにショックを受けてしまい、昇進パーティで祝うはずだったレストラン「グーフィー・グーバー」で親友パトリックと酔いつぶれるように朝までやけ食いし続ける。
一方、カニカーニの繁盛に恨みを持つライバル店「エサバケツ亭」のプランクトンはカニカーニの成功の秘密であるカーニバーガーのレシピを盗む悪巧みを出尽くしたことに悩んでいたが、妻であるコンピューターのカレンから自身がかつて考えていた「Z計画」が残っていることを指摘される。早速プランクトンはZ計画を実行し、手始めに横暴でミンディの静止がない限り誰でも構わず処刑しようとするネプチューン王が住む城から王冠を盗み出す。
翌日、王冠を盗まれたことに怒るネプチューン王はカニカーニ2号店を訪れ、カーニが王冠を盗んだと言い出した。ネプチューン王曰く、その証拠にカーニが犯行声明を残したという。カーニはすぐに否定するが、王冠をシェルシティに売り飛ばしたという留守電電話が追い打ちとなり、ネプチューン王に処刑されそうになる。犯行声明と留守電電話はプランクトンがカーニに濡れ衣を着せるための策略だった。二日酔いのスポンジ・ボブは新店長にしてくれなかったことに拗ねてカーニを罵倒するも、カーニが死んでしまったら自分が店長になれないので、自分が王冠を取り戻すこと提案した。常に横暴なネプチューン王を嫌う娘のミンディの説得もあり、6日以内に王冠を取り戻すという条件でパトリックと共に魔物が棲む恐ろしい街と言われるシェルシティへの冒険に出ることになった。
処刑されるまでの間、冷凍され身動きが取れなくなったカーニからカーニバーガーのレシピを盗むことに成功したプランクトンのエサバケツ亭は大繁盛。さらに王冠を取り戻しにビキニタウンを出たスポンジ・ボブとパトリックを始末させるための殺し屋を雇い、カーニバーガーを買う客にセットで配った洗脳装置のバケツ帽子で人々を洗脳して街を支配した。
カーニが自分の店の宣伝用に使っていたバーガーカーに乗りシェルシティへ向かう二人だが、ガソリンスタンドにいた煽りをかましてくる二人組に遭遇し、車も早々にギャングに奪われてしまう。バーガーカーを取り戻すためギャングのたまり場である酒場に潜入する羽目になった結果シャボン玉で遊んだことがばれかけたり、アイスクリーム屋の店主に化けた巨大アンコウに追われたりする苦難続き。魔物がうごめく絶壁を前に自分たちは大人になれないと判断して帰ろうとするが、ミンディからプランクトンに街を支配されていることを伝えられるとともに、人魚の魔法と称して海藻のひげを付けさせて大人の男にして励ましたことで自信を取り戻す。絶壁や魔物を乗り越えた二人だったが、そこにプランクトンが仕向けた殺し屋デニスが立ちはだかり、さらに彼を踏み潰すとともに現れた巨人サイクロプスに攫われてしまう。目を覚ますと、そこは海の魚たちが標本にされた小屋だった。この小屋こそがシェルシティでその実態は地上にある海のお土産屋だったのだ。二人はライトの真下に置かれて蒸発し干物になってしまうが、その間際に流した涙が電線を伝いショート、作動したスプリンクラーの水で蘇った。王冠を取り戻してシェルシティを脱出し、冒険に出る際ミンディから渡された魔法の風の袋でビキニタウンで戻ろうとするが、パトリックがうっかり袋を飛ばして帰る手段を失ってしまう。その時現れたデビッド・ハッセルホフの助けを得て帰路に着くとともに追い詰めに来たデニスから逃れることができた。そしてオープニングで登場する小島付近から二人はデビッド・ハッセルオフの腹筋で発射され、ビキニタウンに直撃することで帰還する。
カニカーニ2号店に帰還し、すんでの所でカーニの処刑に間に合ったが、プランクトンは最終手段としてネプチューン王をバケツで洗脳。窮地に陥り、プランクトンに子供だと馬鹿にされるが、シェルシティの冒険を通して子供でも成し遂げられることはあると悟ったスポンジ・ボブは感極まり「僕はグーフィー・グーバー!」と叫び、グーフィー・グーバーの歌を演奏しながら、街の人々やネプチューン王の洗脳をヘルメットを破壊して解放。事件の犯人のプランクトンはスポンジ・ボブに歓喜する群衆に踏みつぶされた末に逮捕され、ネプチューン王の誤解も解けた。感動したカーニはスポンジ・ボブをカニカーニ2号店の新店長に任命し、イカルドが店長のバッジを渡したことでスポンジ・ボブは大喜びした。

## 登場人物

### 主要人物
スポンジ・ボブ
本作の主人公。
パトリック
スポンジ・ボブの親友。今作や次作の映画では、もう一人の主人公となっている。
イカルド
スポンジ・ボブとパトリックのお隣さん（またはスポンジ・ボブの仕事仲間）。
カーニ
カニカーニのオーナーのカニ。
サンディ
スポンジ・ボブの友達（または空手仲間）。今作では出番が少なめであるが、次作の映画ではヒロイン的なポジションである。
プランクトン
カーニとはライバルであり、今作ではネプチューン王の王冠を盗んでいる。
ゲイリー
スポンジ・ボブのおとなしいペット。今作ではプランクトンに操られている。
パフ先生
スポンジ・ボブが通うボート教習所の先生。今作では出番が少なく、時々プランクトンに操られているシーンが見られる。

### 仲間
ネプチューン王
TVシリーズの各エピソードにも彼と同じ名前も登場しているが、性格と容姿が全く異なる。今作では、プランクトンに王冠を盗まれ、それをカーニだと疑った。スポンジ・ボブに「6日以内に王冠を取り戻せ」と命じ、カーニを三叉槍のビームで冷凍にしてしまう。罪人にたいしてすぐに死刑を言い渡している。なお頭に毛がないのは、本人いわく「ハゲではなく艶やか」とのことである。今作では天狗のような鼻をしている王様である。髪型と眉毛と髭もTVシリーズと全く異なる。武器は10000度の炎や冷凍ビームを発射する大きな三叉槍である（TVシリーズでは小型の三叉槍で、今作と同じようにすることはなかった）。その三叉槍は特集攻撃のものであり、最後はカーニを擬人化した男の子の姿にするシーンがある。
ミンディ姫
ネプチューン王の娘で、本人いわく「未来の女王」。

### 敵
フロイドとロイド
ガソリンスタンドの店員である2人組。特にスポンジ・ボブとパトリックのことを子供扱いにする。
酒場の魚たち
獰猛なサメやエビなど。青い自体で眼帯をつけているのがリーダー。「シャボンで遊ぶガキ共は魚の大人たちにボコボコに打ちのめされるべし」という掟がある。声優は斉藤志郎、松野太紀、長嶝高士、納谷六朗、奥田啓人、辻親八などが担当している。
殺し屋デニス
プランクトンに雇われた殺し屋。デヴィッド・ハッセルホフの背中の上でスポンジ・ボブと対戦するが、敗北した。
フラッグフィッシュ
シェルシティにあるアイスクリーム屋の女性。接触した後は化けてしまう。
サイクロプス
スポンジ・ボブとパトリックの敵である殺し屋デニスを踏み潰してくれる謎の巨人であるが、スポンジ・ボブとパトリックを焼き殺してしまう。

### その他
フィル
スポンジ・ボブの夢の中に登場。チーズ・バーガーを頼んだとき、チーズが入っていなかった。彼の個人情報は、「二児の父」、「長男」など。シリーズでは彼に似た魚も登場しているが、別人である。
グーフィー・グーバー・ウェイター
声：奥田啓人
落花生（ピーナッツ）の顔をした店員。
シェルシティのモンスターたち
スポンジ・ボブたちと一緒に「僕らは大人」という歌を歌うモンスター。
干物
シェルシティの売り場にある水産物の照明器具。最初は即死した状態で干されているが、スポンジ・ボブとパトリックの涙でコンセントのプラグが感電し、感電した後は煙のような湯気が上昇し、無数のシャワーを浴びてスポンジ・ボブとパトリックが生き返り、即死した水産物もみんな生き返った。そして敵であるサイクロプスを叩きのめした（ラッパとギターとヴァイオリンを持った演奏係である魚は攻撃をせず、演奏を流しているだけだった）。パトリックに似た海星も登場している。
- 海馬
- ハリセンボン
- 海星
  - 桃色の海星
  - 水色の海星
- オーマルエビ
- ズワイガニ
- 鯛
- 鯵
- カジキ
- シュモクザメ
- 蛸
  - 紫色の真蛸
  - 紺色の水蛸
- アオリイカ
- 紫色の帆立貝
- マンタ・レイ
- その他の魚類

デヴィッド・ハッセルホフ
ドラマ式な実写の人間。

## キャスト
括弧内は、日本語吹き替え。日本語版ではTVシリーズと一部声優が異なり、パトリック役は長嶝高士、プランクトン役はチョーが担当している。なお、TVシリーズでパトリック役とプランクトンを演じている谷育子と松浦チエも引き続き、谷はパール、パフ先生、カレンを松浦はサンディ役でこの作品に出演している。
- スポンジ・ボブ：トム・ケニー（松野太紀）
- イカルド：ロジャー・バンパス（納谷六朗）
- パトリック：ビル・ファッガーバッケ（長嶝高士）
- カーニ：クランシー・ブラウン（奥田啓人）
- サンディ：キャロリン・ローレンス（松浦チエ）
- プランクトン：ミスター・ローレンス（チョー）
- カレン：ジル・タリー（谷育子）
- パフ先生：メアリー・ジョー・キャトレット（谷育子）
- パール：ロリ・アラン（谷育子）
- ネプチューン王：ジェフリー・タンバー（銀河万丈）
- ミンディ：スカーレット・ヨハンソン（北西純子）
- 殺し屋デニス：アレック・ボールドウィン（辻親八）
- フィル、グーフィー・グーバー・ウェイター、フラッグフィッシュ：ディー・ブラッドリー・ベイカー
- サイクロプス：ニール・ロス
- 魚：ロジャー・バンパス、ビル・ファッガーバッケ、トーマス・F・ウィルソン
- レポーター：シレーナ・アーウィン（西脇保）
- ナレーション：トム・ケニー
- その他：カルロス・アラズラキ、マイケル・ベル
- 本人役：デヴィッド・ハッセルホフ（実写による出演）（加藤亮夫）

## スタッフ
- 原案 / 監督：ステファン・ヒーレンバーグ
- 脚本：ステファン・ヒーレンバーグ / デレク・ドライモン / ティム・ヒル / ケント・オズボーン / アーロン・スプリンガー / ポール・ティビット
- 音楽：グレゴール・ナーホルス
- 撮影：イェジー・ジェリンスキ
- 編集：リン・ホブソン
- 字幕翻訳：桑原あつし
- 吹替翻訳：石田淳子
- 吹替演出：三好慶一郎
- プロデューサー：ステファン・ヒーレンバーグ / ジュリア・ピスター / デレク・ドライモン / アルビー・ヘクト / ジーナ・フェイ
- アニメーション監督：アラン・スマート
- 製作：ニコロデオン・ムービーズ / ユナイテッド・プランクトン・ピクチャーズ / バイアコム・インターナショナル